# Sansui Electric
Sansui Electric Co., Ltd. (山水電気株式会社 Sansui Denki Kabushiki-gaisha?) es una fabricante japonesa de equipos de audio y de video. Con sede en Tokio, desde 2011 está registrada en las islas Bermudas.

## Historia

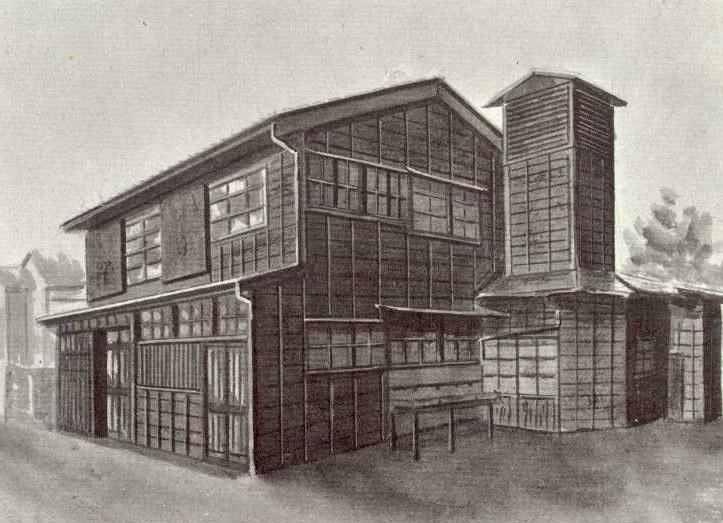
Primera fábrica

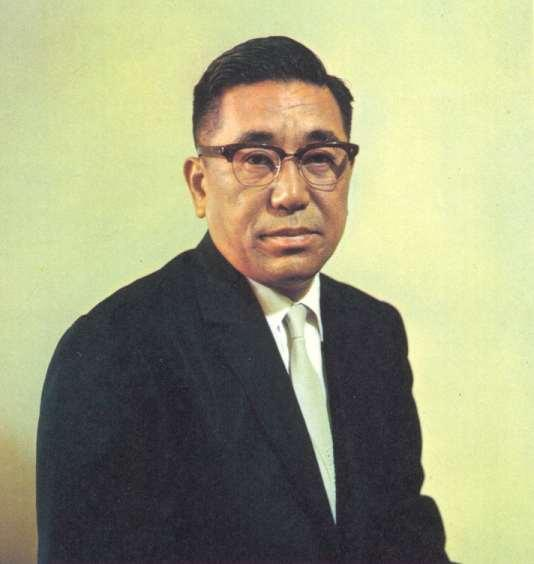
El fundador de Sansui, Kosaku Kikuchi

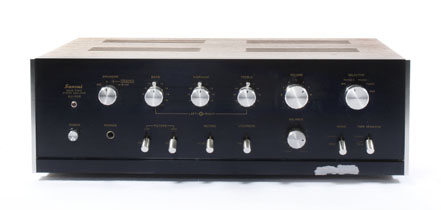
Amplificador AU-666 1970

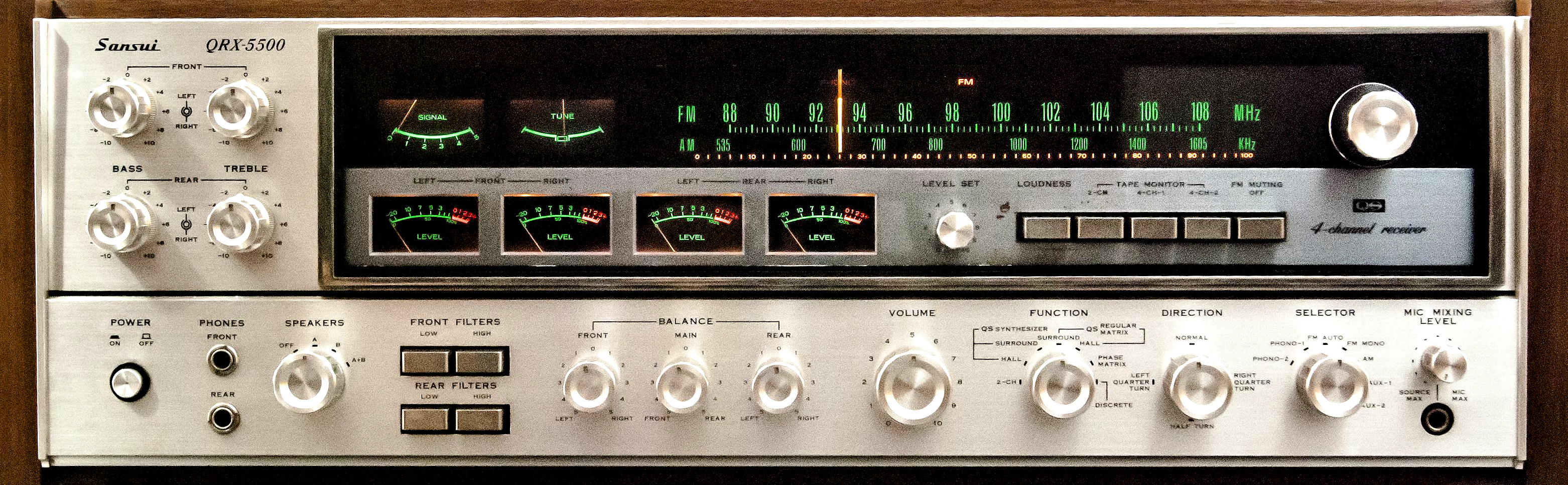
Receptor cuadrofónico Sansui QRX-5500

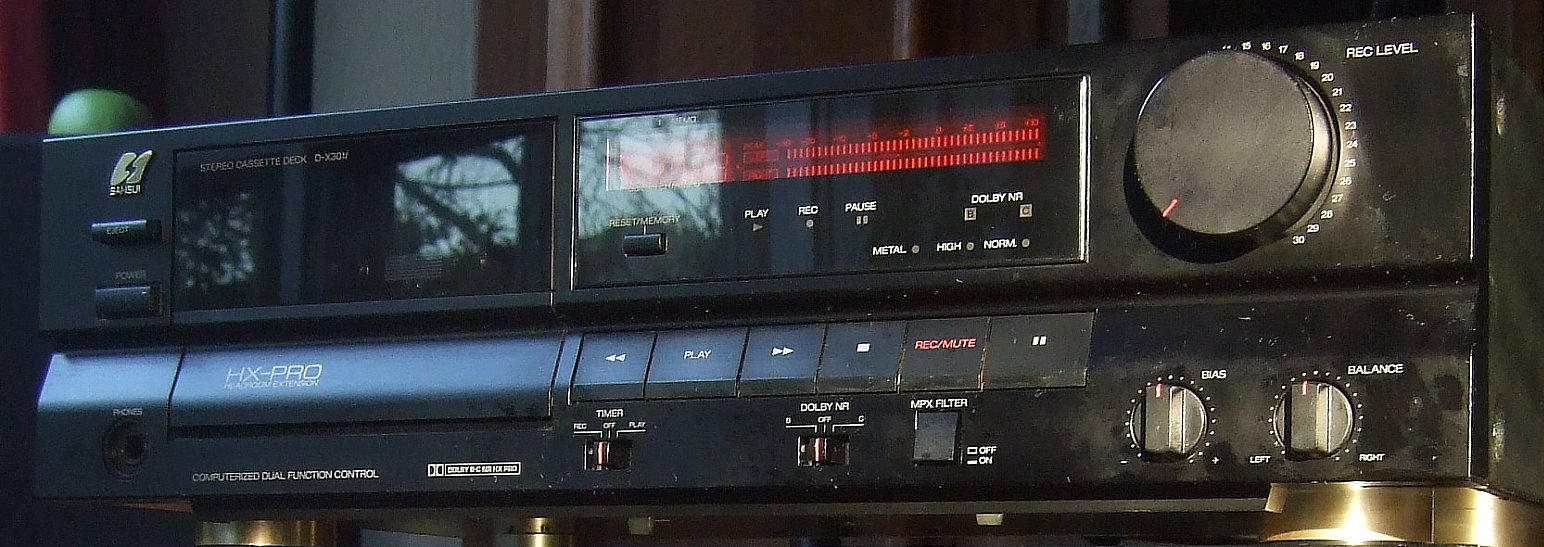
Cubierta de casete D-X301i con el último logotipo de 1987

La empresa fue fundada en Tokio en 1947 por Kosaku Kikuchi, quien había trabajado para un distribuidor de repuestos de radio en Tokio antes y durante la Segunda Guerra Mundial. Debido a la mala calidad de las piezas de radio con las que Kikuchi tuvo que trabajar, decidió iniciar su fábrica privada de piezas de radio en diciembre de 1944 en Yoyogi, Tokio. Eligió los transformadores como su línea de productos inicial. La idea de Kikuchi era "Incluso con precios más altos, hagamos productos de mayor calidad".
En 1954 se inició la fabricación de kits de preamplificador y amplificador principal, así como amplificadores terminados que utilizaban válvulas de vacío; en 1958 Sansui introdujo los primeros preamplificadores y amplificadores principales de válvulas estéreo. En la década de 1960 se había ganado la reputación de fabricar componentes de audio de gran calidad, hasta el punto de que los amplificadores y sintonizadores de Sansui de las décadas de 1960 y 1970 siguen siendo demandados por los entusiastas del audio. Desde 1965 se lanzaron los icónicos amplificadores de la serie AU, con sus distintivas carcasas de color negro mate. En 1967 Sansui produjo su primer tocadiscos.
En 1971, Sansui introdujo el Sintetizador Quadphonic QS-1, que podía producir un efecto estéreo de cuatro canales simulado a partir de fuentes de dos canales. Sansui desarrolló el sistema QS Regular Matrix, que hizo posible la transmisión de sonido cuadrafónico de cuatro canales desde un LP estándar. La separación de canales era de solo 3 dB, pero debido a la fisiología del oído humano, sonaba relativamente bien. En 1973, introdujo el decodificador QS Vario Matrix más avanzado con una separación de 20 dB. Desafortunadamente, el sistema SQ desarrollado por Columbia/CBS fue el sistema matricial más popular. Pero los decodificadores QS posteriores también podían reproducir discos SQ. Algunos receptores Sansui también podrían reproducir el sistema de cuatro canales más avanzado: CD-4 (o Quadradisc) de JVC (japonés) y RCA (estadounidense). La mayoría de las grandes compañías discográficas usaban SQ o CD-4, pero Decca usaba el sistema Sansui QS. Así mismo, la gama de dos canales también se amplió con las grabadoras de cintas y las platinas de casete.
En 1974, Kosaku Kikuchi dimitió y el vicepresidente Kenzo Fujiwara se convirtió en presidente.
A finales de la década de 1970, los modelos '07' de primera generación incluían la fuente de alimentación dual-mono AU-517 y AU-717, y la segunda generación presentaba los AU-719, 819 y 919 actualizados. El preamplificador/amplificador de potencia CA-F1/BA-F1 separado encabezó la gama de modelos junto con el amplificador integrado AU-X1 (1979).
En el Reino Unido alrededor de 1982, el amplificador Sansui AU-D101 y su hermano más potente, el AU-D33, fueron aclamados por los audiófilos, y estaban muy bien adaptados a un par de altavoces KEF Coda III que podrían comprarse como un conjunto en algunos puntos de venta. Estos amplificadores utilizaban un complejo servo sistema de alimentación directa que producía una distorsión armónica de segundo orden muy baja. A pesar de este éxito, Sansui no pudo continuar con más componentes para audiófilos para el mercado masivo.
Cuando llegó la mitad de la década de 1980, había perdido gran parte de su cuota de ventas frente a competidores como Sony, Pioneer, Panasonic o Technics). Sansui comenzó a perder visibilidad en los Estados Unidos alrededor de 1988 y luego se centró en la fabricación de componentes de alta gama en Japón. La empresa comenzó a fabricar televisores de alta gama y otros equipos de video, pero dejó de exportar. A finales de la década de 1990, la marca se utilizó en equipos de vídeo fabricados por otras empresas. El fabricante actual de los conjuntos renombrados es Orion Electric, con sede en Osaka y Fukui, Japón. Su subsidiaria estadounidense comercializa productos bajo la marca Sansui, entre otros. Sansui es, por tanto, una mera marca paraguas en la actualidad. Este cambio radical en la identidad corporativa de Sansui ha resultado en un cambio notable en la calidad de su producto, ya que los consumidores ahora tienden a considerar a Sansui como una marca de mercado masivo en lugar de un fabricante de productos electrónicos de alta gama.
Sansui había desarrollado el circuito balanceado a-x patentado, que usaba en su amplificador de alta potencia junto con el llamado diferencial de doble diamante, otra patente para la etapa de controlador balanceado. Últimamente, Sansui había desarrollado un tocadiscos, el P-L95R, con un manejo similar al de los reproductores de CD; que permitía reproducir ambas caras del disco sin girarlo.
Sus últimos amplificadores incluyeron la serie a-u alpha como el 707´ y el 907 (1987) au-x1111 (alrededor de 1990) y otros; b-2105 mos con un peso de 37 kg (82 lb) (1999). Sansui terminó su producción japonesa de amplificadores de alta gama en algún momento entre 2002 y 2005. En 2001 se cerró la sede en Shi-Yokohama.
El sitio web japonés como fabricante de equipos de alta fidelidad se actualizó por última vez en enero de 2014; y Sansui cerró en 2014. Las ventas de la compañía se habían reducido a solo 40,4 millones de yenes en 2010. Sansui Electric China Co Ltd, fundada en 2003 permaneció después de 2014. En Japón, el fabricante de productos de consumo Doshisha posee el derecho de fabricar y vender bajo la marca Sansui.
Muchos dispositivos Sansui, particularmente los artículos antiguos, tienen muchos seguidores en la comunidad de audiófilos, con foros en línea dedicados a la marca.